# Gyrinichthys
Gyrinichthys is een monotypisch geslacht van straalvinnige vissen uit de familie van de slakdolven (Liparidae).

## Soort
- Gyrinichthys minytremus Gilbert, 1896